# Kevin Sousa (futebolista)
Kevin Sousa ou Ken (Praia, 6 de junho de 1994) é um futebolista profissional cabo-verdiano que atua como guarda-redes.

## Carreira
Kevin Sousa representou o elenco da Seleção Cabo-Verdiana de Futebol no Campeonato Africano das Nações de 2015.